# RoadCross Schweiz
RoadCross Schweiz ist eine gemeinnützige Schweizer Stiftung im Sinne der Art. 80ff. des schweizerischen Zivilgesetzbuches und verfolgt die folgenden Ziele:
- die generelle Hebung der Verkehrssicherheit
- die Förderung einer gesunden und massvollen Entwicklung des Strassenverkehrs
- die Verminderung der Anzahl der Opfer und Geschädigten des Strassenverkehrs
- die Beratung, Begleitung und Unterstützung der Opfer und ihrer Angehörigen

Die Organisation ist seit dem 31. Mai 2005 als Stiftung eingetragen und ist aus der 1989 gegründeten Vereinigung für Familien der Strassenopfer (VFS) entstanden. Neben dem Namen VFS hat sich über die Jahre vor allem der Name «Vereinigung RoadCross» entwickelt und etabliert. Am 31. Mai 2005 wurde die vorherige «Vereinigung RoadCross» in die Stiftung RoadCross Schweiz umgewandelt. 2008 übernahm Valesca Zaugg die Geschäftsführung von Gründer Roland Wiederkehr. Per 1. März 2019 wechselte sie ins Präsidium des Stiftungsrats. Aktuelle Geschäftsführerin und für die Geschicke der Stiftung verantwortlich ist Stéphanie Anne Kebeiks.

## Prävention
Die Organisation führt in der Deutschschweiz und der Romandie Präventionsveranstaltungen in Berufsschulen, Jugendheimen, Gymnasien, Sportvereinen, Motivationssemestern und Lehrlingsbetrieben bei Jugendlichen und jungen Erwachsenen durch. Eine solche Präventionsveranstaltung dauert bis zu drei Schulstunden. Dabei spielt die emotionale Auseinandersetzung mit dem Thema ebenso eine Rolle wie Fakten aus Statistik und Recht.

## Beratungsstelle für Betroffene von Verkehrsunfällen
Die Beratungsstelle für Betroffene von Verkehrsunfällen richtet sich an alle Unfallbeteiligten und hat als Ziel, zu verhindern, dass durch einen Verkehrsunfall persönliche, berufliche und finanzielle Nachteile entstehen. Die Beratung ist in jedem Fall kostenlos und kann von uneingeschränkt allen Betroffenen oder Angehörigen beansprucht werden.
Bei Ratsuchenden, welche durch grobfahrlässiges Verhalten in einen Verkehrsunfall involviert wurden, wird im Einzelfall über eine Fallbegleitung entschieden. Eine Erstberatung wird in jedem Fall gewährt.
Die Beratung umfasst die folgenden Dienstleistungen:
- Beratung nach einem Verkehrsunfall mit Personenschaden
- Vermittlung spezialisierter Anwälte
- Vermittlung medizinisch und psychologisch kompetenter Fachleute
- Fallbegleitung

## Eidgenössische Volksinitiative «Schutz vor Rasern»
Am 27. April 2010 hat RoadCross Schweiz die eidgenössische Volksinitiative «Schutz vor Rasern» lanciert. Das Initiativkomitee «Schutz vor Rasern» bestand aus Angehörigen von Strassenverkehrsopfern, RoadCross Schweiz und Mitgliedern aller Fraktionen und zahlreicher Parteien der Schweizer Politik von links bis rechts. Gemäss Initiativtext hatte die Initiative zum Ziel jährlich 1'000 gefährliche Raser von der Strasse zu holen. Die Initiative forderte, dass Raser angemessen bestraft werden, deren Führerausweise lange entzogen werden – im Wiederholungsfall lebenslänglich – und das Fahrzeug eingezogen wird. Damit es nicht der richterlichen Willkür überlassen bleibe, zu bestimmen wer als Raser gilt und verurteilt wird. Raserei sollte gemäss Initiative als qualifizierter Straftatbestand in der Bundesverfassung festgeschrieben werden.
Die Raserdefinition orientiert sich an fixen Tempolimiten (u. a. 100 km/h innerorts, 140 km/h ausserorts, 200 km/h auf der Autobahn), aber auch an anderen Formen grober Sorgfaltspflicht-Verletzungen wie z. B. illegale Autorennen auf öffentlichen Strassen. Raser müssen gemäss Initiative nicht mehr jemanden zu Tode fahren, bevor sie hart bestraft werden. Es genügt bewusst andere Verkehrsteilnehmer zu gefährden und damit das hohe Risiko eines Unfalls mit Schwerverletzten oder Todesopfern in Kauf zu nehmen.
Die Volksinitiative wurde am 15. Juni 2011 mit 105'763 gültigen Unterschriften bei der Bundeskanzlei eingereicht. Am 9. Mai 2012 lehnte der Bundesrat die Initiative mit Verweis auf das Verkehrssicherheitspaket des Bundes „Via sicura“ ab. Einen Tag nach der Einreichung der Initiative wurden die Initiativanliegen weitgehend in diese neue Gesetzesvorlage aufgenommen. Damit würden den laut Bundesrat berechtigten Anliegen der Initianten Rechnung getragen. Die Via sicura und mit ihr die verschärften Massnahmen gegen Raser traten per 1. Januar 2013 in Kraft, was die Initianten der Volksinitiative «Schutz vor Rasern» am 4. November 2012 zum Rückzug ihrer Initiative bewog, da die neue Gesetzgebung den Anliegen der Initiative entspräche.
Im Jahr 2022 haben National- und Ständerat einer Abschwächung der Rasergesetzte in Viasicura zugestimmt, worauf RoadCross Schweiz mit dem Referendum drohte. In der Folge haben die beiden Räte ihre Entscheidung rückgängig gemacht und in der Schlussabstimmung der Frühlingssession 2023 bestätigt, dass die am 1. Januar 2013 eingeführten verschärften Massnahmen im Gesetz bestehen bleiben. RoadCross Schweiz hat durch diesen Entscheid auf das angekündigte Referendum verzichtet.